# (13227) Poor
(13227) Poor (1997 SR8) – planetoida z pasa głównego asteroid okrążająca Słońce w ciągu 5,63 lat w średniej odległości 3,16 j.a. Odkryta 27 września 1997 roku.